# Real Madryt w sezonie 1929/1930
Sezon 1929/30 był 28. sezonem w historii Realu Madryt i drugim z rzędu sezonem tego klubu w najwyższej klasie hiszpańskiego futbolu.

## Skład
| Nr | Poz. | Piłkarz           |
| -- | ---- | ----------------- |
|    | BR   | Rafael Vidal      |
|    | BR   | Ramón Nebot       |
|    | OB   | Félix Quesada     |
|    | OB   | José Torregrosa   |
|    | PO   | José María Peña   |
|    | PO   | Manuel Prats      |
|    | PO   | Desiderio Esparza |
|    | PO   | Rafael Morera     |
|    | PO   | José Galé         |
|    | PO   | Lope Peña         |

| Nr | Poz. | Piłkarz             |
| -- | ---- | ------------------- |
|    | PO   | Cosme Vázquez       |
|    | PO   | Manuel Cominges     |
|    | PO   | Luis Bergareche     |
|    | PO   | Francisco López     |
|    | NA   | Gaspar Rubio        |
|    | NA   | Luis Olaso          |
|    | NA   | Jaime Lazcano       |
|    | NA   | Evaristo San Miguel |
|    | NA   | Gerónimo del Campo  |
|    | NA   | Ramón Triana        |

## Mecze
zwycięstwo Realu Madryt
     remis
     zwycięstwo drużyny przeciwnej
| 11 grudnia 1929 | Athletic Bilbao  | 2:1 | Real Madryt |                   |
|                 | Unamuno 15', 27' |     | 11' Rubio   | San Mamés, Bilbao |

| 28 grudnia 1929 | Real Unión            | 2:2 | Real Madryt                  |                   |
|                 | Rubio 5' · Triana 35' |     | 57' Zagarzazu · 68' R. Petit | Chamartín, Madryt |

| 315 grudnia 1929 | Atlético Madryt                     | 2:1 | Real Madryt |                                 |
|                  | Marin 70' (k.) · Quesada 80' (sam.) |     | 80' Rubio   | Estadio Metropolitano de Madrid |

| 422 grudnia 1929 | Real Sociedad                              | 4:0 | Real Madryt |                               |
|                  | Belauste 1', 57' · Kiriki 43' · Cholin 53' |     |             | Atotxa Stadium, San Sebastián |

| 529 grudnia 1929 | Real Madryt          | 2:4 | RCD Espanyol                                          |                   |
|                  | Galé 25' · Olaso 74' |     | 10' F. Tena · 56' Bosch · 58' Zamoreta · 60' Vantorla | Chamartín, Madryt |

| 65 stycznia 1930 | Real Madryt                                                       | 6:0 | Racing Santander |                   |
|                  | Galé 2' · Prats 4' · San Miguel 5' · Rubio 55', 60' · Quesada 84' |     |                  | Chamartín, Madryt |

| 712 stycznia 1930 | CE Europa  | 1:2 | Real Madryt   |                      |
|                   | Bestit 38' |     | 7', 61' Rubio | Les Corts, Barcelona |

| 819 stycznia 1930 | Real Madryt                                    | 5:2 | Arenas Getxo   |                   |
|                   | Galé 10', 63' · Lazcano 50', 76' · Esparza 51' |     | 3', 81' Rivero | Chamartín, Madryt |

| 926 stycznia 1930 | FC Barcelona  | 1:4 | Real Madryt                              |                      |
|                   | C. Bestit 63' |     | 10', 37' Rubio · 17' López · 71' Lazcano | Les Corts, Barcelona |

| 102 lutego 1930 | Real Madryt             | 2:3 | Athletic Bilbao                  |                   |
|                 | Lazcano 48' · Rubio 85' |     | 49', 55' Gorostiza · 61' Unamuno | Chamartín, Madryt |

| 119 lutego 1930 | Real Unión                  | 2:2 | Real Madryt          |                   |
|                 | Alfaro 16' · Urtizberea 65' |     | 38' Galé · 56' Rubio | Estadio Gal, Irun |

| 1216 lutego 1930 | Real Madryt                       | 4:1 | Atlético Madryt |                   |
|                  | Cominges 5' · Rubio 35', 40', 43' |     | 83' Ordoñez     | Chamartín, Madryt |

| 1323 lutego 1930 | Real Madryt  | 1:1 | Real Sociedad |                   |
|                  | Cominges 13' |     | 17' Marculeta | Chamartín, Madryt |

| 145 marca 1930 | RCD Espanyol                                                                             | 8:1 | Real Madryt |                              |
|                | Vantorla 3', 56' · Bosch 15' · Alamo 35' · Gallart 49' · Padrón 70', 80' · Sole 72' (k.) |     | 20' Rubio   | Estadio de Sarrià, Barcelona |

| 159 marca 1930 | Racing Santander      | 2:0 | Real Madryt |                              |
|                | Amós 11' · Loredo 32' |     |             | Estadio Sardinero, Santander |

| 1616 marca 1930 | Real Madryt                                                   | 6:1 | CE Europa |                   |
|                 | Rubio 23', 47' · Lazcano 60' · C. Vázquez 71', 82' · Galé 85' |     | 50' Cros  | Chamartín, Madryt |

| 1723 marca 1930 | Arenas Getxo | 5:1 | Real Madryt |                         |
|                 |              |     |             | Estadio Ibaiondo, Getxo |

| 1830 marca 1930 | Real Madryt                           | 5:1 | FC Barcelona |                   |
|                 | Rubio 5', 23' · Lazcano 42', 68', 72' |     | 84' Goiburu  | Chamartín, Madryt |

| Copa del Rey 6 kwietnia 1930 | Patria Aragón | 1:1 | Real Madryt |  |
|                              |               |     |             |  |

| Copa del Rey 13 kwietnia 1930 | Real Madryt | 1:1 | Patria Aragón |                   |
|                               |             |     |               | Chamartín, Madryt |

| Copa del Rey 15 kwietnia 1930 | Real Madryt | 6:1 | Patria Aragón |                   |
|                               |             |     |               | Chamartín, Madryt |

| Copa del Rey 2. runda 23 marca 1930 | Real Madryt      | 2:0 | Arenas Getxo |                   |
|                                     | Lazcano 46', 60' |     |              | Chamartín, Madryt |

| Copa del Rey 2. runda 27 kwietnia 1930 | Arenas Getxo | 0:2 | Real Madryt           |                         |
|                                        |              |     | 9' Morera · 17' Rubio | Estadio Ibaiondo, Getxo |

| Copa del Rey 1/4 F 4 maja 1930 | Valencia CF | 2:5 | Real Madryt |  |
|                                |             |     |             |  |

| Copa del Rey 1/4 F 11 maja 1930 | Real Madryt | 0:2 | Valencia CF |                   |
|                                 |             |     |             | Chamartín, Madryt |

| Copa del Rey 1/2 F 18 maja 1930 | RCD Espanyol | 1:0 | Real Madryt |  |
|                                 |              |     |             |  |

| Copa del Rey 1/2 F 22 maja 1930 | Real Madryt | 2:0 | RCD Espanyol |                   |
|                                 |             |     |              | Chamartín, Madryt |

| Copa del Rey Finał 1 czerwca 1930 | Athletic Bilbao                  | 3:2 (pd.) | Real Madryt              |                     |
|                                   | Lafuente 1', 115' · Irragori 45' |           | 15' Lazcano · 65' Triana | Montjuic, Barcelona |